# Semana Santa en Jaén
La Semana Santa de Jaén es la celebración de la pasión, muerte y resurrección de Cristo a través de las procesiones que realizan las cofradías en esos días por la capital del Santo Reino. Además del incuestionable aspecto religioso, que la convierte en el acontecimiento de esta índole más importante de la ciudad de Jaén, la Semana Santa supone un fenómeno de carácter sociocultural, turístico y económico de gran importancia en la ciudad, siendo una de las más bellas de Andalucía y de España., Está declarada en 1981 de "Interés Turístico" (tercer rango que establecía la orden ministerial del 29 de enero de 1979) por el Ministerio de Comercio y Turismo del Gobierno de España, y a nivel autonómico está declarada Bien de Interés Turístico-Cultural Andaluz desde 2006 y Fiesta de Interés Turístico Nacional de Andalucía, nombramientos éstos realizados por la Junta de Andalucía.
Tiene lugar durante la semana del primer plenilunio de primavera. Las procesiones comienzan el Domingo de Ramos llegando hasta el siguiente domingo, Domingo de Resurrección. Cada día, procesionan imágenes, que representan la pasión, muerte y resurrección de Cristo. Suman en su totalidad 21 hermandades, que realizan 22 desfiles procesionales.
La Semana Santa se vive durante todo el año en la ciudad y las Hermandades trabajan día a día en los tres pilares fundamentales que las definen: caridad, culto y formación. Son múltiples las obras asistenciales que las Hermandades y Cofradías realizan en la ciudad y su provincia. La estación de penitencia o salida procesional es el principal culto externo de las corporaciones pero las Hermandades cuentan con numerosos cultos internos a sus titulares a lo largo del año.
Los desfiles procesionales de Semana Santa, que transforman la ciudad durante esos días, son el resultado de la evolución durante siglos de las formas, modos y maneras de las cofradías y hermandades compuestas por diversos grupos de personas de distintas índoles laborales, culturales y sociales, donde han influido múltiples factores tanto religiosos, artísticos, sociales e históricos.

Salir en procesión, en peregrinación o en romería supone ponerse en camino. El camino es una experiencia espiritual, es una apertura a lo nuevo, a lo desconocido. Es un «desinstalarse». Es el abandono de todo lo que tengo para encontrar algo que valoro más que todo lo dejado. Es el paso por la soledad y el desierto, antes de alegrarse por haber encontrado lo que se buscaba. «Abrahán dejó la casa de sus padres y su patria y se puso en camino hacia la tierra que Yavé le mostró». «El pueblo de Israel caminó durante cuarenta años por el desierto antes de ver la tierra prometida». Nosotros mismos somos peregrinos y caminantes en esta tierra. Pero el camino que lleva a la vida es «angosto y estrecho y pocos son los que lo encuentran». Hacer el camino tiene un profundo sentido bíblico cuando éste supone una experiencia que lleva hacia la conversión al Evangelio, a la entrega a Dios Nuestro Padre y a Su Hijo Jesucristo.

Las salidas procesionales y estaciones de penitencia pueden llegar a ser, si se hacen con devoción y dignidad cristiana, valiosas catequesis plásticas en sus recorridos por las calles, las plazas y los caminos de nuestras ciudades y de nuestros campos. [...] Son una predicación del Misterio Pascual, esto es, de la Pasión, Muerte y Resurrección de Jesucristo y de las verdades de nuestra fe.
Obispos del Sur.

## Historia

### Orígenes

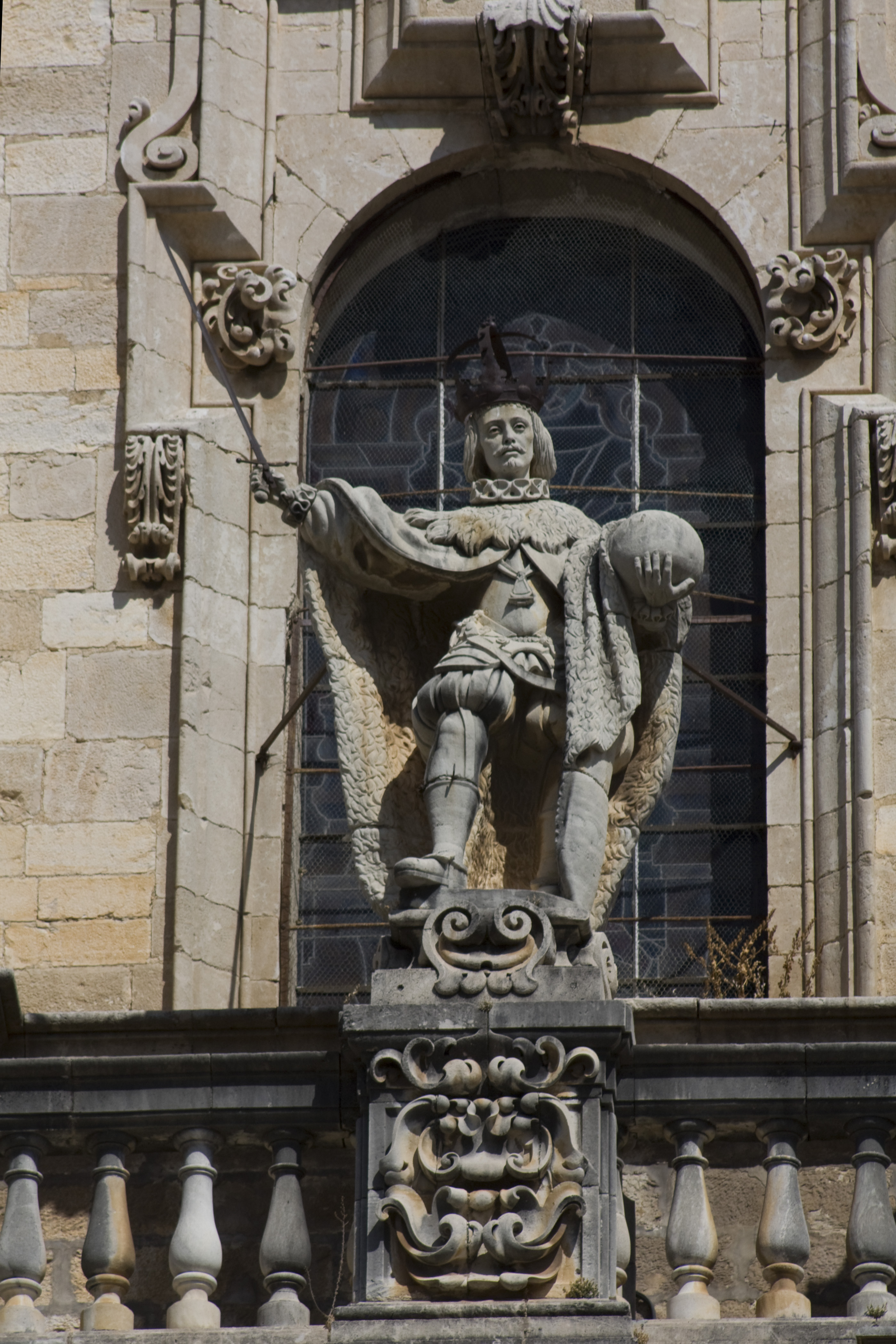
Escultura del rey Fernando en la fachada de la catedral de Jaén.

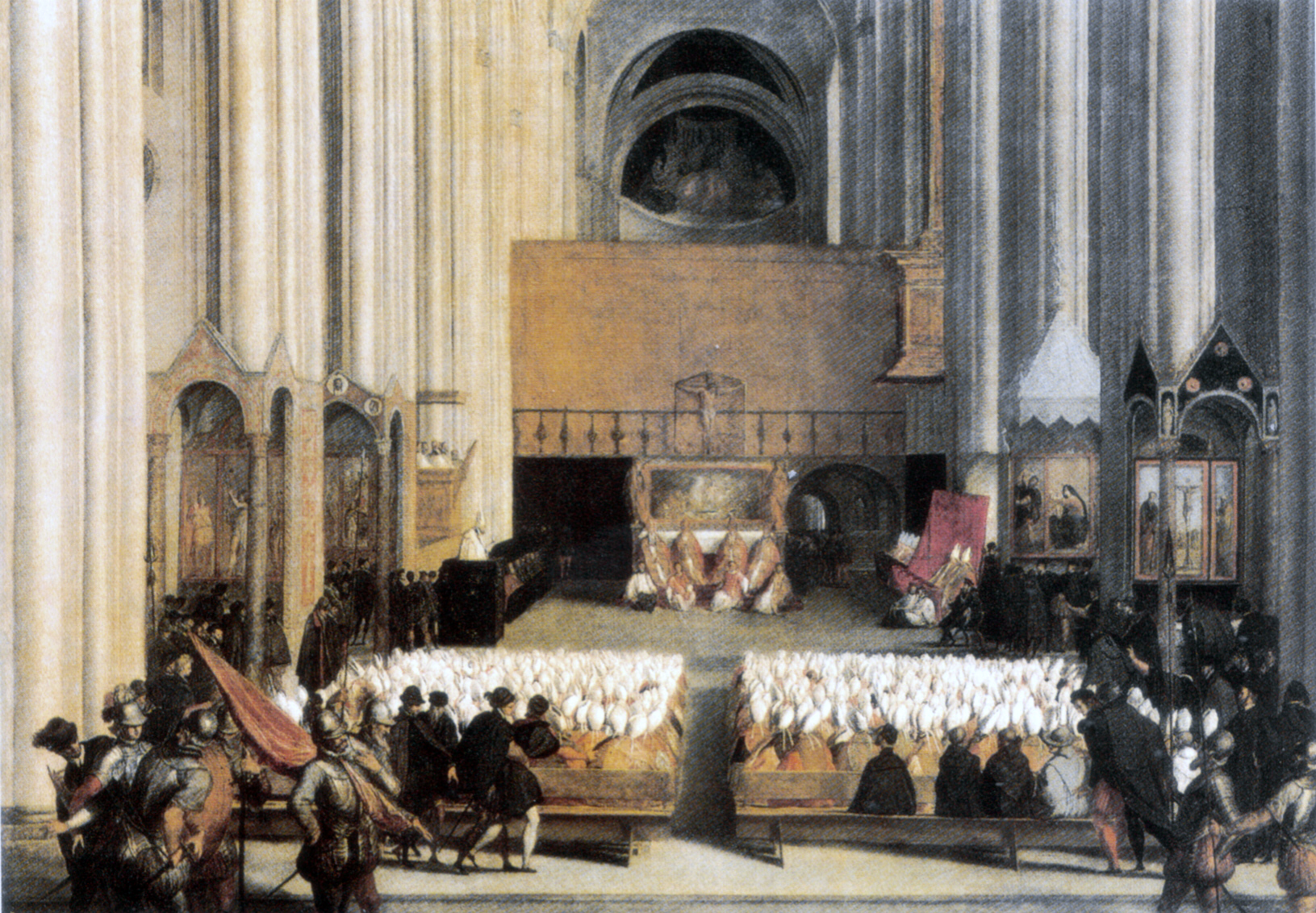
Sesión del Concilio de Trento por Tiziano

Las primeras cofradías surgen en plena Edad Media, tras la conquista de la ciudad por Fernando III el Santo en 1246. Estas eran muy distintas a las cofradías actuales, tenían fines piadoso-militares y se organizaban para defender la ciudad, ejemplo son las de «San Luis», «San Acacio», «San Blas», «Santiago», «San Onofre» o «Santo Tomás». No fue hasta el siglo XVI, cuando la Iglesia, a través del Concilio de Trento, decidió combatir el protestantismo impulsando la creación de tallas y sus salidas procesionales por las calles. Así, las hermandades de pasión o penitencia se consolidaron como asociaciones que veneran la Pasión de Cristo y le rendían culto con una salida procesional. El principal objetivo de las corporaciones era el de socorrer a sus hermanos más necesitados, llevándoles los sacramentos, y asistirlos a la hora de la muerte, realizándose enterramientos en criptas propiedad de las hermandades. En sus comienzos, las cofradías realizaban estación de penitencia a iglesias o conventos cercanos a su templo, siempre en el interior del recinto amurallado.
Las cofradías nacieron en los conventos de las órdenes religiosas que las impulsaban. Así, el 16 de mayo de 1541, se formó la Devota Hermandad de la Santa Vera-Cruz en el Real Convento de San Francisco de Asís, resultado de la propagación que los franciscanos observantes hacían de la «Archicofradía de la Vera-Cruz y del Santo Cristo del Cofalón» fundada por San Buenaventura en Roma en 1264, y que originó algunas de las cofradías más antiguas de Andalucía y España, como las de Sevilla o Baeza. Además, estas cofradías fueron el germen de las que se fundaron por todo el mundo, observándose similitudes entre ellas. Por su parte, los dominicos fundaron en el Real Convento de Santa Catalina la «Antigua y Primitiva Cofradía de las Angustias y Cinco Llagas de Nuestro Señor Jesucristo» en 1551, siendo esta la primera en tener estatutos aprobados por el obispo diocesano. Cinco años más tarde, en 1556, se fundó la «Cofradía y Hermandad de la Transfixión y Soledad de la Madre de Dios» en el monasterio de la Virgen Coronada de los carmelitas calzados, a extramuros de la ciudad como era costumbre en las cofradías de la «Soledad», que en 1579, tras un conflicto con la comunidad religiosa, se trasladó al monasterio de la Trinidad y en 1622 al de San Francisco. Los carmelitas respondieron a la salida de la Soledad de su monasterio con la fundación de la Cofradía del Santo Sepulcro y Resurrección de Nuestro Señor Jesucristo en 1580, cofradía que encargó sus imágenes a Sebastián de Solís. Esta nueva cofradía tuvo un importante pleito con la de la Soledad que es el origen de la existencia en la ciudad de dos cofradías de «Santo Entierro», cuya oficialidad se alternan anualmente. A finales del siglo XVI, los carmelitas descalzos fundaron en su convento de San José, la Cofradía de Santa Elena. La última cofradía de penitencia que se fundó en la ciudad durante esta época fue la «Cofradía de los Esclavos del Santísimo Sacramento y Cena del Señor», en 1616 en el convento de la Santísima Trinidad, de la Orden Trinitaria, primero fundado en la ciudad tras la conquista castellana.

… honrar al Santísimo Sacramento que Cristo instituyó para dejarnos su Cuerpo y Preciosa Sangre bajo las especias de pan y Vino …
Extraído de los estatutos de la «Cofradía de los Esclavos del Santísimo Sacramento y Cena del Señor». 
 Crónica de un Proyecto Cofrade 1998-2005.

### Resurgir del siglo XVIII y crisis del XIX

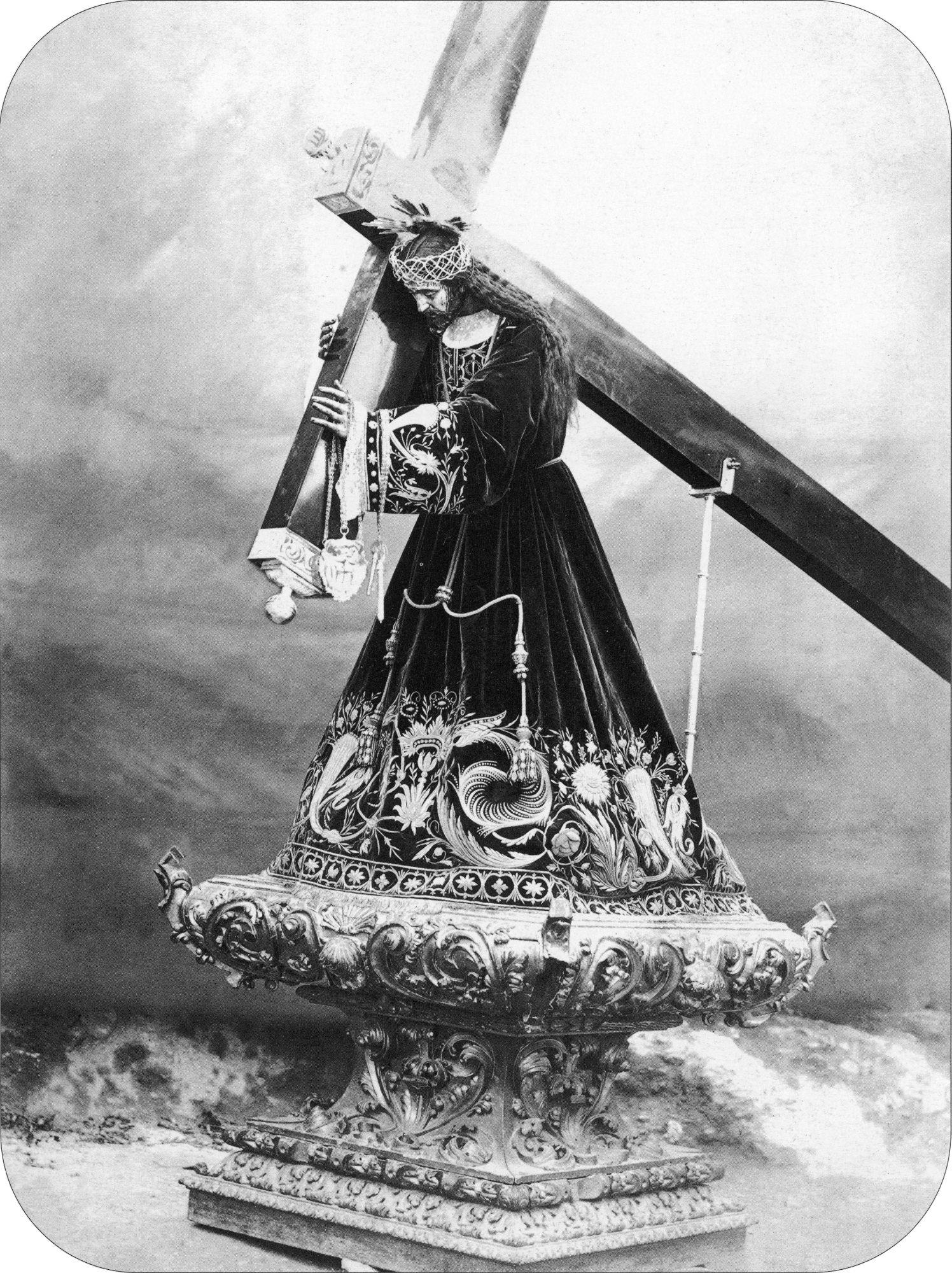
Fotografía de Nuestro Padre Jesús Nazareno en 1862.

Desde finales del siglo XVII a principios del siglo XVIII la Semana Santa atravesó una profunda crisis, causada por el decaimiento económico y demográfico que conllevó la decadencia de los Austrias, la Guerra de Sucesión y las epidemias. Esto llevó a la desaparición, en favor de la caridad, de cinco de las seis cofradías de penitencia fundadas en la ciudad, excepto la de «Nuestro Padre Jesús Nazareno», antigua de «Santa Elena», que no cesó nunca de realizar estación de penitencia. Con la llegada de la nueva dinastía de Borbón, el país recibió un gran impulso y las cofradías resurgieron con la refundación de algunas desaparecidas y la fundación de nuevas.
En esta época destaca el enorme crecimiento de la Cofradía de Nuestro Padre Jesús Nazareno, debido al gran número de milagros que se le adjudicaban a la imagen de Nuestro Padre Jesús Nazareno. En 1726 fue recuperada la cofradía de la Vera-Cruz, conocida como de las «Siete Escuadras», por los siete pasos con los que hacía estación de penitencia el Jueves Santo. Ese mismo año fue recuperada la Hermandad del Santo Sepulcro, que se adhirió a la Orden de los Servitas y fundó el «Sacro y Real Monte de Piedad». También fue restaurada la cofradía de la Soledad, que tuvo un gran crecimiento gracias a su procesión del Santo Entierro, y, finalmente, en 1727 fue recuperada la «Cofradía de la Cena de Nuestro Señor» que desapareció definitivamente con el convento de la Trinidad en 1837.
En este siglo también se fundaron nuevas cofradías gracias al impulso experimentado. En 1709 se fundó la Cofradía de Jesús entrando en Jerusalén en el convento de las dominicas. También se fundaron otras cofradías de fines benéficos que no realizaban estación de penitencia, como la hermandad del Santo Cristo de la Clemencia, fundada en 1746 en el Real Convento de Santa Catalina; la Cofradía del Santo Cristo de la Buena Muerte, de 1766 en el convento de la Merced; y la Cofradía del Santísimo Cristo de la Expiración en 1761 en el Convento de San Francisco, que tras extinguirse con el convento se refundó en 1888.
En el siglo XIX, las cofradías volvieron a sufrir una fuerte crisis a consecuencia de la ocupación francesa y la desamortización. Esto hizo que algunas hermandades tuvieran que abandonar sus sedes y trasladarse a otros templos. Así, la «Vera-Cruz» y la «Soledad», que en esa época estaban fusionadas, se trasladaron desde San Francisco hasta San Ildefonso. Otras como la de la Borriquilla se extinguieron.

### SiglosXXyXXI
En el siglo XX, durante el gobierno de la Segunda República se experimentó una fase de enfrentamiento social y político que perjudicó la celebración de la Semana Santa. Tras los sucesos de 1931 y 1936, se llevó a cabo un proceso de reconstrucción, para el cual las corporaciones acudieron a distintos autores, como el malagueño Francisco Palma Burgos o el granadino José Navas Parejo, que tallaron las nuevas imágenes que sustituirían a las perdidas.
Se reorganizaron algunas de las cofradías, la Cofradía de la Buena Muerte lo hizo en 1926, la de la Clemencia en 1945 y la de la Borriquilla en 1946. En esos años, además, se fundaron nuevas hermandades, la de los Estudiantes en 1946, la del Perdón en 1952 y la del Silencio en 1955. En los años 80 la Semana Santa vivió un nuevo resurgir que llevó a la fundación de tres nuevas cofradías en la ciudad, en 1982 la Hermandad de la Estrella y la Cofradía del Resucitado, que se hizo cargo de la procesión del Resucitado creada en 1952 por la Agrupación de Cofradías, en 1984 la Hermandad de la Amargura y la última cofradía fundada en el siglo XX fue la Hermandad de la Santa Cena en 1998. En los primeros años del siglo XXI surgieron varios grupos de cofrades con la intención de fundar nuevas cofradías, dos de los cuales vieron culminado su trabajo con la aprobación de sus estatutos en el año 2012, fueron las hermandades de la Caridad y el Cautivo. Poco después, en 2015, lo fue la del Lavatorio, y en 2017 la del Gran Poder, y la última en incorporarse a la nómina de hermandades de la Agrupación de Cofradías fue la Hermandad de la Lanzada que lo hizo el 9 de mayo de 2023, actualmente hay un solo grupo parroquial que es la sentencia con el objetivo de convertirse en el futuro en hermandad.
En el año 2011, con motivo de la visita a la ciudad de la Cruz de los Jóvenes durante su recorrido para las JMJ de Madrid, se celebró un Vía Crucis con catorce imágenes de cofradías, Vía Crucis de la Cruz de los Jóvenes. En junio de 2013, Año de la Fe, se organizó ante la fachada de la catedral una catequesis pública de fe, Fides Sancti Regni, en la que participaron once misterios de once cofradías de la ciudad. En los años 2020 y 2021, a causa de la pandemia de enfermedad por coronavirus, fueron suspendidos todas las procesiones de las cofradías y hermandades de la ciudad, al igual que sucedió en todas las localidades de España.

Los ejercicios de piedad, como son el Vía Crucis, las procesiones de la Pasión y el recuerdo de los Dolores de la Santísima Virgen María, en modo alguno deben ser descuidados, dada su importancia pastoral.
Sagrada Congregación del Culto Divino.

## Imaginería

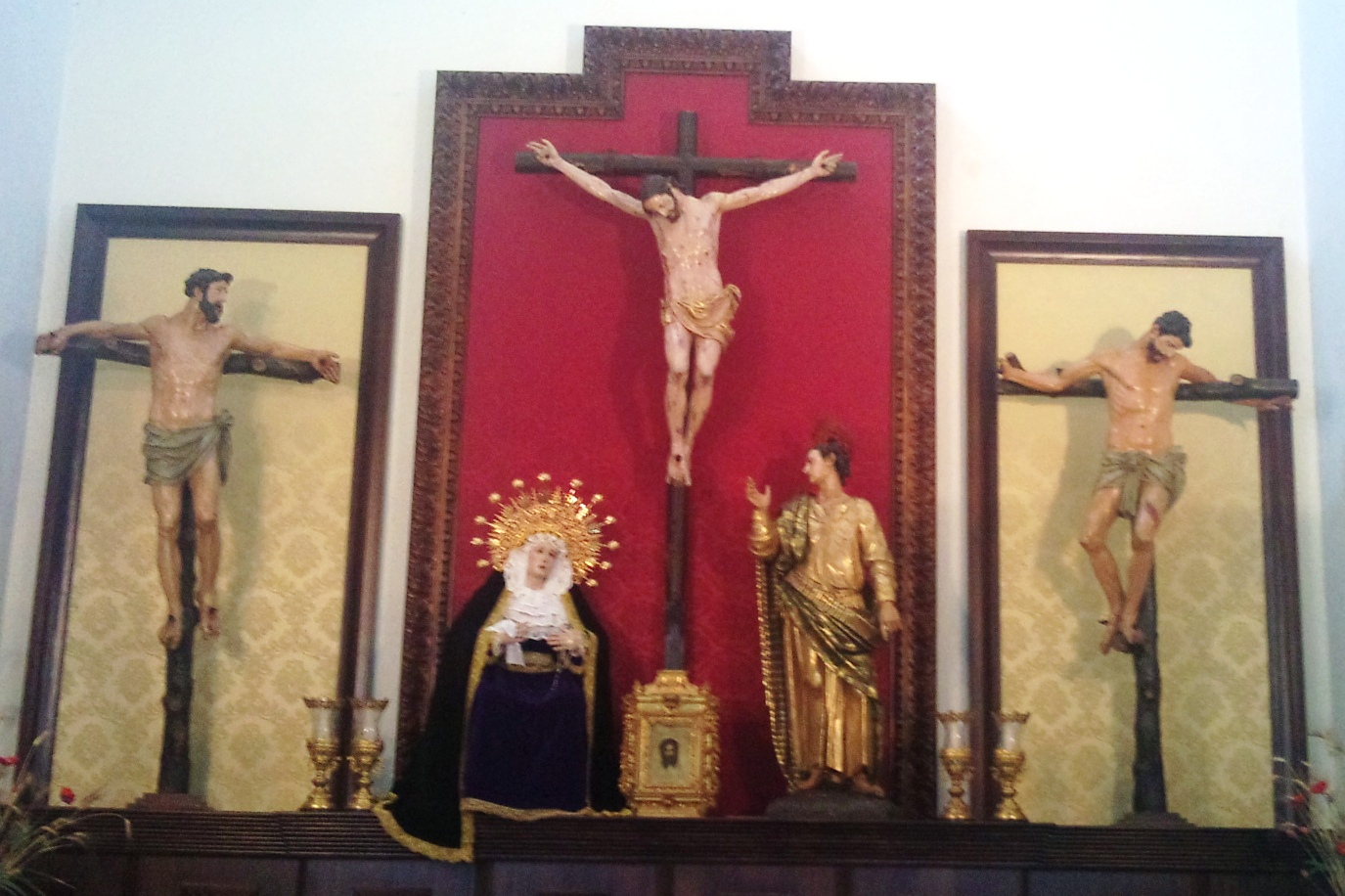
El Calvario de Sebastián de Solís

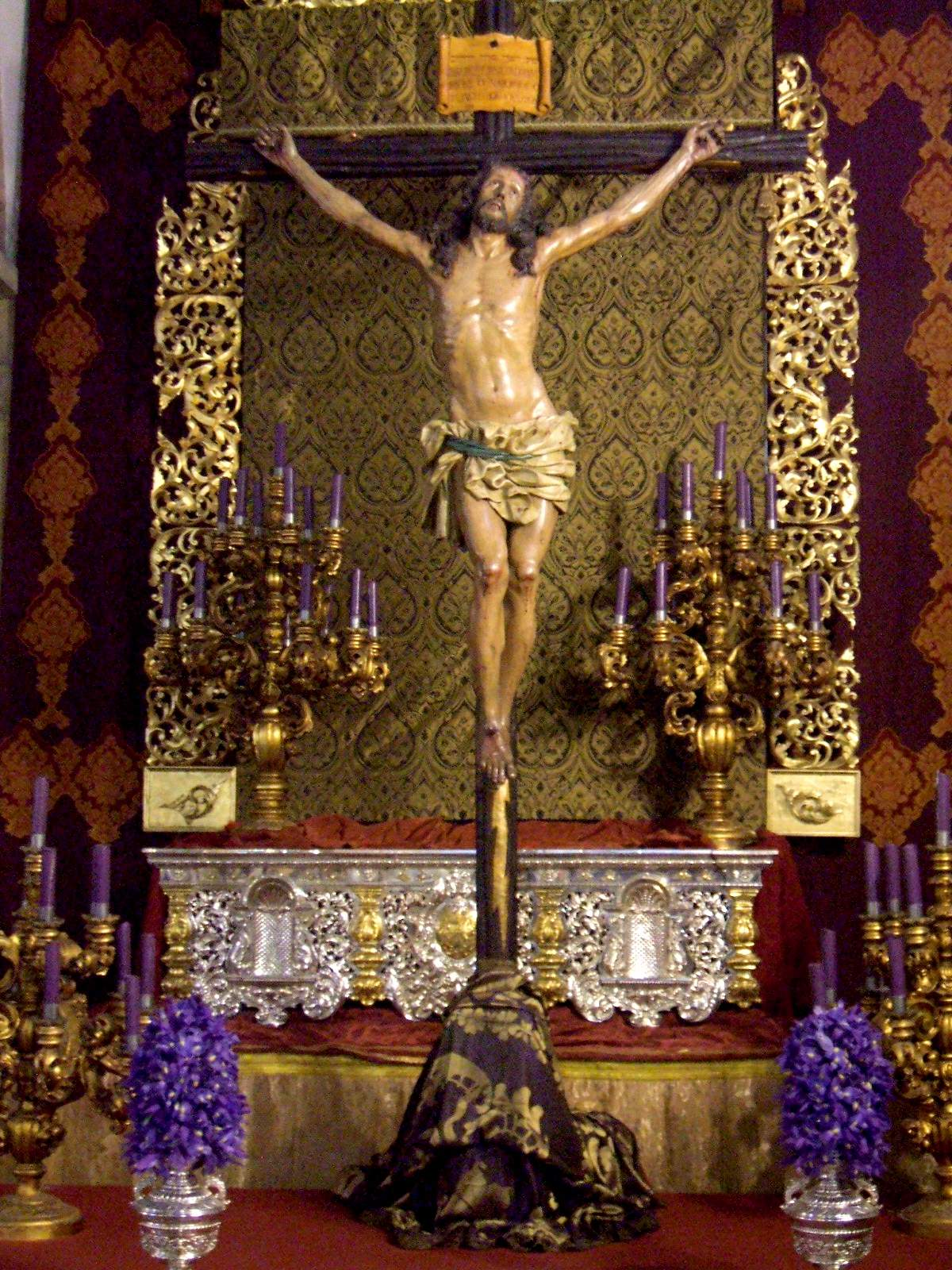
Cristo de la Expiración de José de Medina

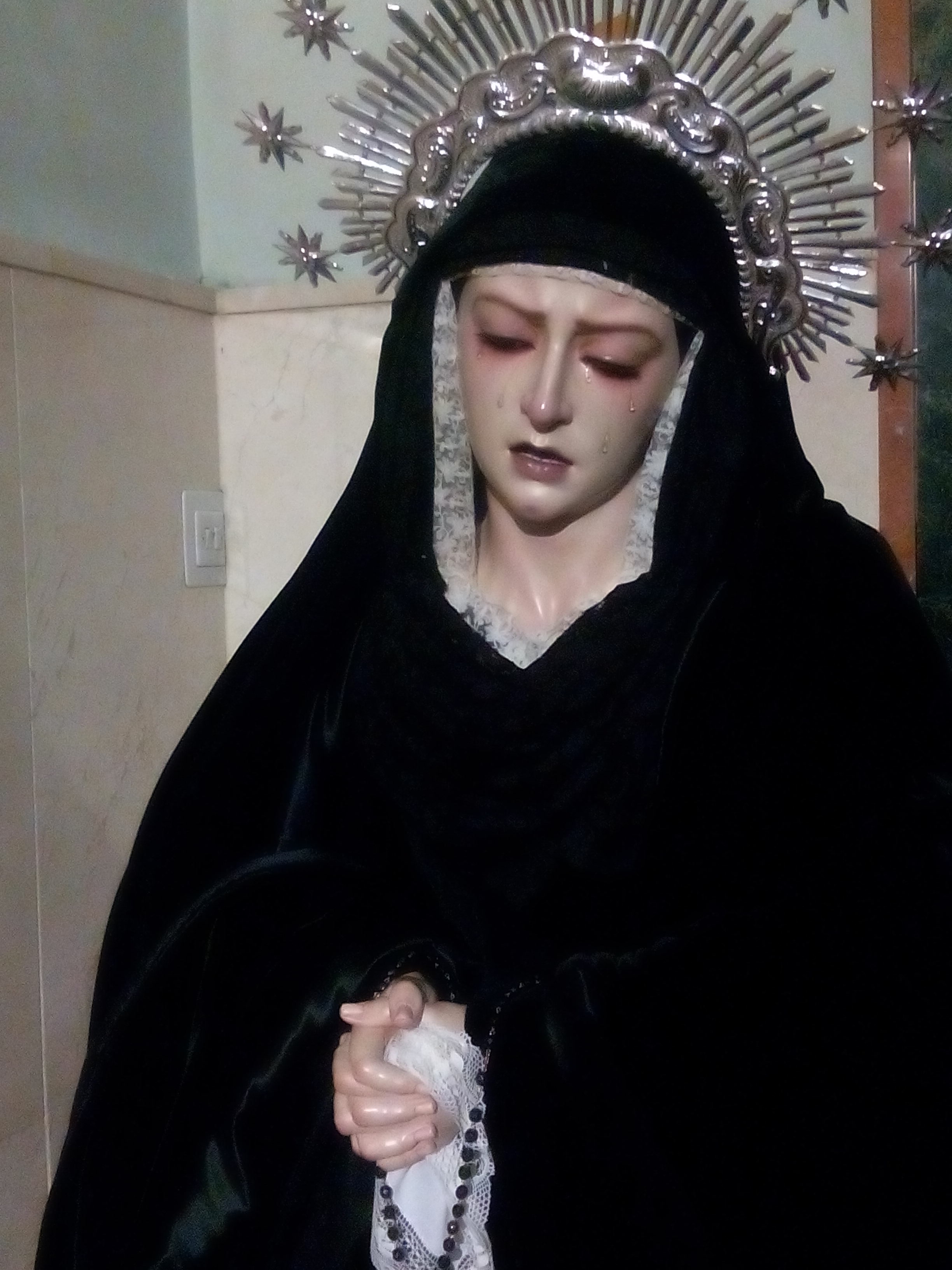
Madre de Dios de Israel Cornejo

Las distintas imágenes que procesionan en la ciudad fueron realizadas en estilos distintos, según el predominante en la correspondiente época. Cada una presenta un momento y un trasfondo humano y cristiano que transmite el mensaje de Cristo.
En el siglo XVI se produce un gran desarrollo de la imaginería en la ciudad gracias a la eclosión de las cofradías de pasión, las obras de la catedral y la fundación de nuevos conventos e iglesias. Así, en la ciudad trabajaban a principios del siglo XVI artesanos como Jerónimo Quijano, Gutierre Gierero o Juan de Reolid. A este último, se le atribuye la imagen más antigua de las que procesionan en Jaén, el Cristo de la Humildad. Este es, posiblemente, el primer crucificado que la Cofradía de la Vera Cruz encargo en 1541. Entre los imagineros de finales de siglo destacan Salvador de Cuéllar, del cual queda en la actualidad el Cristo de la Clemencia y se le atribuye el Cristo de las Misericordias, y Sebastián de Solís, que fue visitador y veedor general de obras del obispado, estuvo relacionado personalmente con Jerónimo Hernández, Juan de Oviedo, Pablo de Rojas, Andrés y Francisco de Ocampo y Martínez Montañés, con quien trabajó su hijo Juan de Solís. A Sebastián de Solís se le atribuyen las imágenes del misterio del «Calvario», de la Congregación del Santo Sepulcro, y Nuestro Padre Jesús Nazareno, de la cofradía homónima.
En el siglo XVII el escultor granadino José de Mora realizó las imágenes barrocas de las vírgenes de la Amargura y de las Angustias que acabaron formando parte de la imaginería jiennense, al igual que la talla anónima del Cristo de la Piedad, procedente de Córdoba. En el siglo XVIII la familia Medina dejó su impronta en la ciudad. Obra de José de Medina, «el mejor escultor de Jaén en el siglo XVIII», son el Cristo de la Expiración y la Virgen de los Dolores, mientras que su hijo Mateo de Medina es autor de Santa María Magdalena de la cofradía de la Clemencia. A finales del siglo XVIII el escultor neoclásico Ramón Amadeu realizó los dos ángeles plañideros que actualmente acompañan a la Virgen de las Angustias.

Esta talla [Cristo de la Expiración] es, sin duda, el mejor Crucificado de nuestra Semana Santa. Una obra excepcional que inspira devoción e incita a la oración.
Manuel López Pérez.

El final del siglo XIX hasta el comienzo de Guerra Civil, dejó en la ciudad las imágenes de neobarrocas la Verónica y el Cirineo de la cofradía de Nuestro Padre Jesús, realizadas por el valenciano Luis Carlos Montesinos en 1883 y 1892, así como, la modernista Piedad de la Soledad, obra atribuida a Aurelio Ureña Tortosa, también valenciano. A estas, se añaden las imágenes sanjuanistas de la Vera Cruz, realizada en 1929 por Francisco de Pablo, y de la Expiración, realizada por Juan Martínez Puerta, ambas quemadas en la Guerra Civil. Finalmente, la imagen de san Juan de la cofradía de la Clemencia fue realizada por Pío Mollar Franch en 1927 para la Parroquia de San Nicolás de Bari de Úbeda.
Durante la Guerra Civil fueron destruidas, entre otras, las imágenes del Cristo de la Vera Cruz, obra de Salvador de Cuéllar en el siglo XVI; el Cristo yacente de la Soledad, atribuido a los escultores manieristas del mismo siglo; una Dolorosa de la parroquia de la Magdalena, atribuida a José de Mora, así como, el Cristo de la Buena Muerte, conocido como el «Señor de los Grillos», atribuido a los discípulos de José de Mora o a José de Medina.
Tras las reorganizaciones y fundaciones nuevas de cofradías acaecidas tras la Guerra Civil hubo que recuperar igualmente imágenes dañadas y realizar muchas nuevas que sustituyeran a las desaparecidas. Destacan las obras de Jacinto Higueras Fuentes, autor del Cristo de la Buena Muerte y el antiguo Cristo de la Entrada en Jerusalén; Domingo Sánchez Mesa, el Cristo de la Vera Cruz, una de las réplicas que realizó del granadino Cristo de las Misericordias de José de Mora, así como, la Virgen de los Dolores de la misma cofradía y Nuestra Señora de la Estrella; José Navas-Parejo, realizó el Cristo de la Caída de la cofradía de la Clemencia; Ramón Mateu Montesinos, Jesús Preso de la Vera Cruz; la Agrupación de Cofradías encargó a Rafael Rubio Vernia la talla del Cristo Resucitado; y Constantino Unghetti Álamo realizó la talla del Cristo Yacente de la Soledad. Por su parte, Alfredo Muñoz Arcos fue autor de tres imágenes marianas, la Victoria, la del Mayor Dolor y la Soledad, fuertemente reformada con posterioridad; Francisco Palma Burgos, talló para Jaén el Cristo del Perdón; Víctor de los Ríos, el misterio de Cristo Descendido de la Cruz de la Hermandad de la Buena Muerte; Juan Abascal Fuentes, sustituyó al desaparecido Cristo Yacente del Santo Sepulcro con una nueva talla, además es autor del Cristo de la Oración en el huerto y del grupo escultórico Cristo del Amor en el beso de Judas que ya no procesiona; y Antonio Eslava Rubio, realizó la Virgen de la Esperanza.
Entre los imagineros que han realizado la imaginería giennense de finales del siglo XX y principios del XXI destacan, Miguel Zúñiga Navarro, autor de Jesús Despojado; José Antonio Navarro Arteaga, que realizó el misterio del Amor y las imágenes secundarias del misterio de la presentación al pueblo de la Estrella; Luis Álvarez Duarte que realizó en 1995 la Virgen de las Siete Palabras de la Hermandad de la Expiración; Dubé de Luque, con las imágenes de la Hermandad de la Borriquilla; José Antonio Cabello Montilla, que realizó algunas imágenes secundarias del misterio del despojado; Antonio Bernal Redondo, autor de las imágenes de la Hermandad de la Santa Cena y de la Virgen de la Salud de la Hermandad de la Caridad; Francisco Romero Zafra las de la Hermandad del Cautivo e Israel Cornejo Sánchez que en 2013 realizó la imagen de María Santísima Madre de Dios de la Hermandad del Silencio.
Por su parte, algunos imagineros han realizando imágenes de hermandades de pasión como, Antonio Parras Ruiz que en 2017 completó el misterio de Jesús de la Pasión despojado de sus vestiduras, Antonio José Martínez Rodríguez que realizó el misterio de la Hermandad del Lavatorio, así como, la imagen de María Santísima del Amor en 2021 de la misma hermandad; y José Antonio Cabello Montilla que realizó las imágenes de la Hermandad del Gran Poder.
Igualmente, hay imagineros que en la actualidad se encuentran en realizando imágenes como, Miguel Cordero Romero que realiza las del misterio de Jesús de la Caridad ante Caifás. Además, la consolidación de los grupos parroquiales ha propiciado la llegada a la ciudad de varias tallas que completan la imaginería de la ciudad. Los últimos imagineros que han realizado sus obras para estos grupos parroquiales han sido Ana Rey con la Virgen de la Encarnación y José Miguel Tirao Carpio con María Santísima Reina de los Ángeles, ambas en 2016. Por su parte, Darío Fernández, realizó la imagen de Jesús de la Sentencia en 2020. Por último, la imagen del Cristo de las Aguas, del grupo de la Lanzada, fue realizada en 2022 por José Miguel Tirao Carpio.

El que venera una imagen, venera en ella la persona que en ella está representada.
Cc. de Nicea II, DS 601, cfCc. de Trento, DS 1821-1825, Cc. Vaticano II, LG 67.

## Pasos
Los pasos constituyen el centro de las procesiones, puesto que en ellos se encuentran una o varias «imágenes sagradas» que representan la Pasión de Cristo. La mayoría de las cofradías procesionan dos pasos. El primero suele representar a Cristo, bien solo o representando un misterio. El segundo suele llevar una representación de la Dolorosa bajo palio, pudiendo ir acompañada por otra imagen, como en el caso de la Virgen del Mayor Dolor que está acompañada de San Juan Evangelista.
El paso se compone de una parihuela metálica o de madera que sustenta una peana, llamada canastilla, que puede estar construida en madera noble tallada o en orfebrería. Sobre esta canastilla se ubican las imágenes rodeadas de flores y la iluminación, formada por candeleros, candelabros, hachones o faroles. Esta canastilla se apoya exteriormente en una «mesa» en cuyo frontal se ubica el llamador o martillo. Es un aldabón de metal, que presenta motivos artísticos, con el que se llama a los costaleros. Bajo la mesa se ubican los respiraderos y los faldones, telas exclusivas que recubren el resto de la parihuela hasta el suelo. El conjunto paso suele estar tallado o labrado en un estilo artístico predominante como el barroco, rococó, churrigueresco o renacentista. 
A costal
Gran número de pasos en la ciudad son portados a costal, por costaleros. El término costalero es un andalucismo, proviene de costal, y aparece recogido en la primera edición, de 1934, del Vocabulario Andaluz que define a los costaleros como, «los que llevan los pasos de las imágenes, con un costal algo relleno que se colocan en la cabeza y les cae por la espalda». Los costaleros cargan el peso sobre su cuello, sobre la séptima vértebra cervical, protegen esta zona con una tela llamada costal que suele ser de arpillera, las zonas adaptadas para que los costaleros carguen el peso son las trabajaderas. En la Semana Santa giennense cada vez son más las hermandades que optan por esta forma de portar los pasos. Los costaleros son «dirigidos» por los capataces.
|        |
| Costal |

|                                                                   |
| El peso cae sobre la séptima vértebra cervical que es la inferior |

A hombros
Este estilo es conocido como giennense, granadino o utrerano. En el mismo, los portadores cargan el peso sobre sus dos hombros, al encontrarse las trabajaderas dispuestas longitudinalmente y dobles en el paso. También es conocido como estilo «de costero a costero», por la mecida que se le imprime al paso con esta manera de portarlo. No obstante, cada vez son menos las cofradías de la ciudad que optan por este estilo.
A estilo malagueño
Asimismo, otro estilo de portar el trono que se puede observar en la ciudad es sobre uno solo de los hombros, en el caso de los anderos que portan el paso desde el exterior mediante andas, al estilo de los hombres de trono malagueños. En este caso el paso se conoce como trono. En la ciudad los tres tronos de la cofradía de la Buena Muerte son portados en este estilo.

## Agrupación de Cofradías y Hermandades
La «Agrupación de Cofradías y Hermandades de la Ciudad de Jaén» se fundó en 1946 y aglutina a todas las cofradías de pasión y de gloria de la ciudad. Sus miembros son elegidos cada cuatro años por los Hermanos Mayores de las distintas Hermandades. Es la encargada de organizar los horarios e itinerarios, así como, el paso de todas las procesiones por la Carrera Oficial. Todos los años organiza, entre otros, un cartel de Semana Santa, el vía crucis del Miércoles de Ceniza, los pregones de pasión y de gloria y otros muchos actos y cultos también en tiempo de gloría.

## Carrera Oficial

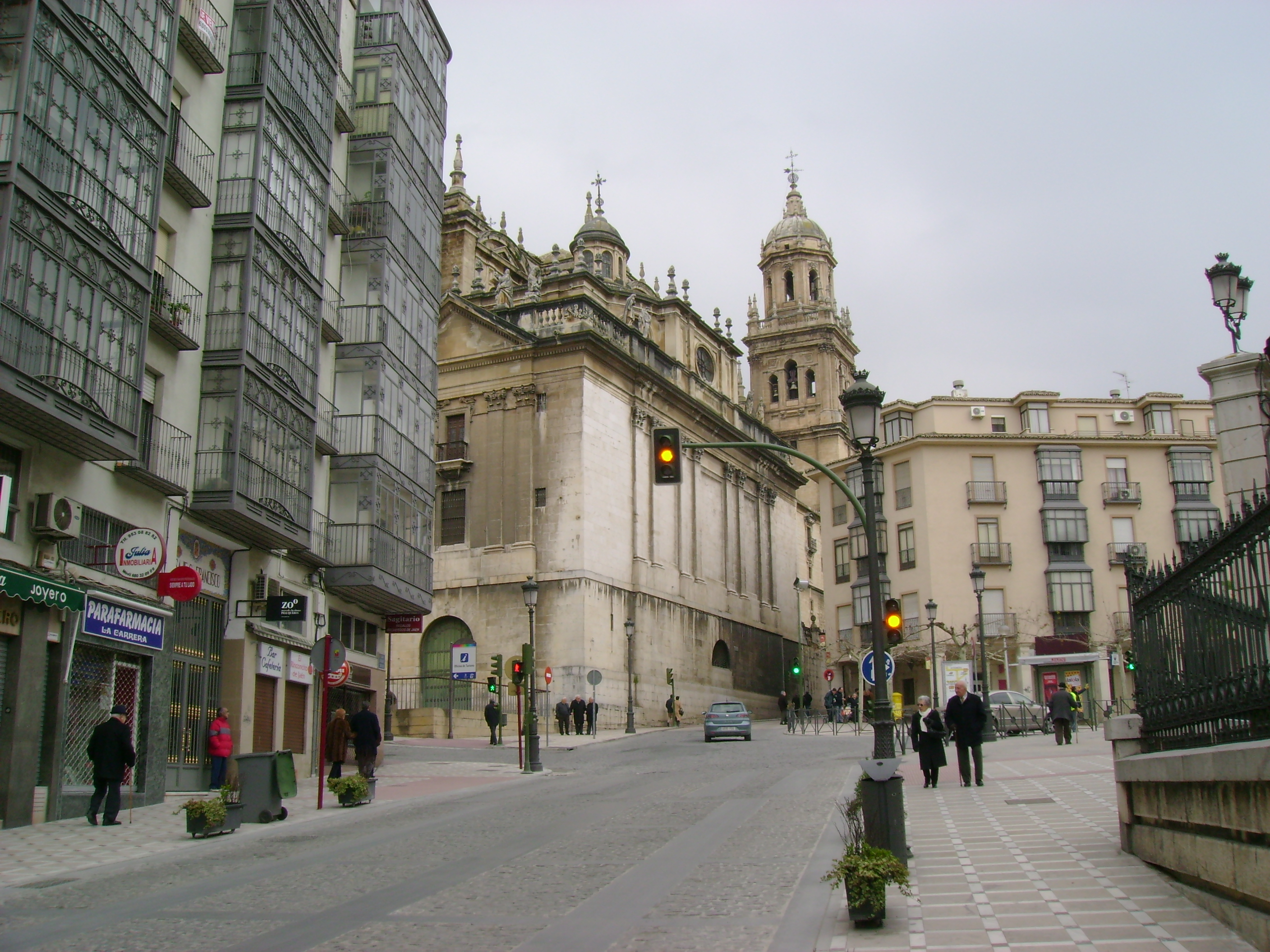
Vista de la parte alta de «La Carrera», lugar en el que se ubica la tribuna de autoridades, con la Catedral al fondo

Durante estos días las hermandades realizan estación de penitencia y tienen paso obligado por la Carrera Oficial, que desde el año 2015 se limita a la calle Bernabé Soriano, también conocida como «La Carrera», lugar en el que se sitúa la tribuna autoridades de la agrupación de cofradías. Al inicio de la Carrera Oficial se sitúa un «palco de horas», en el que el diputado de horas de cada hermandad hace la petición de venia para realizar estación de penitencia a un responsable de otra hermandad, la hermandad del Silencio hace esta petición por escrito para no romper el silencio que la carecteriza. El orden teórico establecido de paso de las cofradías por la Carrera Oficial es el inverso a su antigüedad, aunque por razones de organización y de horario este orden puede ser alterado.
Existe el deseo generalizado de ampliarlo por la plaza de Santa María, para cruzar la puerta del Perdón y realizar acto penitencial ante el Santísimo Sacramento en el interior de la Catedral, como era norma en la ciudad desde que en 1542 la cofradía de la Vera Cruz realizase la primera estación, hasta que en 1953 se suspendió por instalarse la cofradía de Nuestro Padre Jesús Nazareno en el templo mayor.
Hasta el año 2013 la carrera oficial comenzaba en la calle Roldán y Marín, continuaba por la plaza de la Constitución y «La Carrera» donde finalizaba pasada la tribuna oficial. Ese año se modificó suprimiendo la calle Roldán y Marín y la plaza de la Constitución, y ampliándolo con la plaza de San Francisco y la calle de las Campanas, finalizando en la intersección de esta con la calle Maestra. Hasta esa fecha, igualmente, las presidencias de todas las cofradías se debían dirigir a la tribuna oficial para solicitar la venia para realizar su recorrido, presidida cada día por la directiva de otra cofradía de pasión. Actualmente, el Itinerario Oficial va desde la Calle Roldán y Marín, siguiendo por Plaza de la Constitución, Calle Bernabé Soriano (La Carrera) y terminando en la Plaza de San Francisco.

Invítese a los fieles a una adoración prolongada durante la noche del Santísimo Sacramento en la reserva solemne, después de la Misa en la Cena del Señor.
Sagrada Congregación del Culto Divino.

## Semana de Pasión
Durante la Semana Santa realizan estación de penitencia las 21 cofradías y hermandades de pasión,que procesionan imágenes de la Pasión de Cristo. En total son 22 desfiles procesionales, dado que la congregación de la Vera Cruz, realiza dos procesiones. (Nota: Las Hermandades se ordenan cada día según su llegada al itinerario oficial.)

### Domingo de Ramos
El Domingo de Ramos es el comienzo de la Semana Santa, lo abre, por la mañana, la «Hermandad de la Borriquilla» desde la Iglesia de Belén y San Roque, es una de las salidas más emotivas, puesto que con el acto de la «llamá» comienza la Semana Santa en la ciudad. Por su parte, durante la tarde, realizan estación de penitencia tres hermandades. La Iglesia recuerda en este día la entrada triunfal de Jesús en Jerusalén como «servidor» de la Palabra de Dios. Desde el siglo V se recuerda en Jerusalén la entrada de Jesús en la ciudad con una procesión.
- Real, Ilustre y Fervorosa Hermandad Franciscana y Cofradía de Nazarenos de Nuestro Padre Jesús de la Salud entrando en Jerusalén, María Santísima de la Paz, San Pedro, San Juan y Santiago Apóstoles (Hermandad de la Borriquilla):[35]

Fue fundada en 1946. Representa entrada gloriosa de Jesús en Jerusalén subido a lomos de una «borriquilla», de ahí que sea conocida como «Cofradía de La Borriquilla». María Santísima de la Paz es conocida como la «niña de los ojos verdes». Destaca el gran número de niños que tradicionalmente forman parte del cortejo. Tiene su sede en la Iglesia de Belén y San Roque.
- Hermandad Sacramental de Jesús Salvador en su Santa Cena y María Santísima de la Caridad y Consolación (Hermandad de la Cena):[103]

Hermandad fundada en el año 1998. En 2018 procesionará desde su sede en la parroquia de San Juan Pablo II, siendo el cortejo de mayor recorrido en las calles de la ciudad. Consta de dos pasos, el misterio de Jesús Salvador en su Santa Cena acompañado de los Doce Apóstoles y el palio de María Santísima de la Caridad y Consolación.
- Hermandad Dominica y Cofradía de Nazarenos de Nuestro Padre Jesús de la Piedad, en su Sagrada Presentación al Pueblo, María Santísima de la Estrella, Nuestra Señora del Rosario y Santo Domingo de Guzmán (Cofradía de la Estrella):[47]

Tiene en sus orígenes en el año 1955, pero fue refundada en 1982. Realiza estación de penitencia desde su casa de hermandad en el convento de las Reverendas Madres Dominicas, en cuya Iglesia de la Purísima Concepción se encuentran las imágenes. La imagen de Jesús de la Piedad es del siglo XVII y se completa con el misterio de la Sagrada Presentación al Pueblo. María Santísima de la Estrella fue coronada piadosamente como Madre de la Iglesia el 20 de noviembre de 2005 por el obispo de Jaén, Ramón del Hoyo López.
- Cofradía de Jesús orando en el huerto y María Santísima de los Desamparados de la Congregación de la Vera-Cruz (Hermandad del Huerto):[106]

Desde 2002 la cofradía de la oración en el huerto de la congregación de la Vera Cruz, con sede en la Basílica de San Ildefonso, procesiona el Domingo de Ramos y no el Jueves Santo como hasta entonces. Representa a Cristo orando en el huerto de los olivos, acompañado por un Ángel y apóstoles durmiendo. El paso de palio de María Santísima de los Desamparados es muy reciente y está en proceso de ejecución.
|                                                       |
| Nuestro Padre Jesús de la Salud entrando en Jerusalén |

|                           |
| María Santísima de la Paz |

|                             |
| Misterio de la Sagrada Cena |

|                                             |
| María Santísima de la Caridad y Consolación |

|                                       |
| Misterio de la Presentación al Pueblo |

|                                |
| Maria Santísima de la Estrella |

|                                                     |
| Oración de Nuestro Señor en el huerto de los olivos |

|                                     |
| María Santísima de los Desamparados |

### Lunes Santo
El Lunes Santo la iglesia rememora a Jesucristo haciendo su labor de evangelización y recuerda la Unción a Cristo en Betania por parte de María.
- Hermandad de la Santa Cruz, Nuestro Padre Jesús de la Sentencia y María Santísima de la Encarnación (Hermandad de la Sentencia):

Con sede en la parroquia de San Eufrasio, recibió el nombramiento como «grupo parroquial» por la Diócesis de Jaén, el 24 de octubre de 2013. El 20 de mayo de 2016, fue bendecida la imagen de María Santísima de la Encarnación, obra de Ana Rey. Fue apadrinada por la Hermandad de la Santa Cena y por la Cofradía de los Estudiantes. La imagen de Jesús de la Sentencia es obra de Darío Fernández Parra, fue bendecida el 19 de septiembre de 2020. En el futuro, procesionará el misterio de la Sentencia de Cristo. El 26 de abril de 2024 fue erigida canónicamente por Sebastián Chico Martínez, obispo de Jaén.
- Hermandad de Jesús de la Caridad ante Caifás, María Santísima de la Salud y San Eufrasio (Hermandad de la Caridad):[111]

Fundada en 2012 en la parroquia de Santa María Madre de la Iglesia, procesionó por primera vez el Lunes Santo de 2017. El misterio de Jesús de la Caridad ante caifás es obra de Miguel Cordero y fue bendecido en septiembre de 2016, y María Santísima de la Salud, obra de Antonio Bernal Redondo.
- Hermandad del Santo Rosario y Cofradía de Nazarenos de Nuestro Señor de la Pasión Despojado de sus Vestiduras, María Santísima de la Amargura, Madre de la Iglesia y San Juan Evangelista (Hermandad de la Amargura):[117]

Fundada en 1984, tiene su sede en la parroquia de El Salvador, procesiona la talla barroca de la Santísima Virgen de la Amargura, atribuida a José de Mora. La Virgen es la patrona de la Policía Local de la ciudad y también conocida como «Virgen de los Toreros». El cristo procesiona en un paso de misterio en ejecución de grandes dimensiones.
- Ilustre y Franciscana Cofradía del Santísimo Cristo de las Misericordias y Nuestra Señora de las Lágrimas (Cofradía de los Estudiantes):[119]

Fundada en 1946 es conocida como cofradía de los «Estudiantes», con sede en la parroquia de Iglesia de la Merced. Procesiona una imagen de cristo crucificado del siglo XVI perteneciente a las monjas del Real monasterio de Santa Clara, el Cristo de las Misericordias. A la salida de la procesión la Tuna Universitaria de Distrito de Jaén canta a la Virgen de las Lágrimas que es su patrona.
|                                     |
| Nuestro Padre Jesús de la Sentencia |

|                                   |
| Maria Santísima de la Encarnación |

|                                 |
| Jesús de la Caridad ante Caifás |

|                             |
| María Santísima de la Salud |

|                                      |
| Paso de misterio del Señor Despojado |

|                                |
| María Santísima de la Amargura |

|                                  |
| Stmo Cristo de las Misericordias |

|                                |
| Nuestra Señora de las Lágrimas |

### Martes Santo
Durante el Martes Santo Jesucristo sigue realizando su predestinada tarea, anunciando a sus discípulos la traición de Judas y las Negaciones de San Pedro. Las cofradías siguen evocando sus hechos.
- Hermandad Misionera de Jesús Divino Maestro de Humildad y Entrega y María Santísima del Amor (Hermandad del Divino Maestro):[120]

Fundada en 2015 en el colegio de la «Congregación de Religiosas Misioneras del Divino Maestro», procesionó por primera vez el Martes Santo de 2017 el misterio que representa el perícopa en el que Jesucristo lava los pies a los apóstoles tras la última cena. Las imágenes fueron realizadas por Antonio José Martínez Rodríguez entre 2015 y 2021.
- Antigua e Ilustre Cofradía del Santísimo Cristo de la Clemencia, Nuestro Padre Jesús de la Caída, Santa María Magdalena y María Santísima del Mayor Dolor (Cofradía de la Clemencia):

Fundada en 1593 en el Real Convento de Santo Domingo y reorganizada como penitencial en 1945 en la parroquia de Santa María Magadalena. Procesiona tres pasos entre los que destacan las imágenes del crucificado Cristo de la Clemencia, de Salvador de Cuéllar, y María Magdalena al pie de la cruz, de Mateo de Medina.
- Hermandad de Penitencia y Cofradía de Nazarenos de Silencio del Santísimo Cristo de la Humildad y María Santísima Madre de Dios (Hermandad del Silencio):[122]

Fundada en 1955 tiene su sede en la parroquia de Cristo Rey, desde donde procesiona talla anónima de Cristo crucificado datada en el siglo XVI. Destaca por su rigor penitencial y compostura, siendo la única procesión de la ciudad que hace su recorrido en absoluto silencio. El día 9 de noviembre de 2013 fue bendecida María Santísima Madre de Dios, obra realizada por Israel Cornejo Sánchez y saliendo por primera vez en 2022.
|                                                        |
| Jesús Divino Maestro de Humildad y Entrega y San Pedro |

|                          |
| María Santísima del Amor |

|                                 |
| Nuestro Padre Jesús de la Caída |

|                             |
| Stmo Cristo de la Clemencia |

|                                 |
| María Santísima del Mayor Dolor |

|                                            |
| Santísimo Cristo de la Humildad y Silencio |

|                               |
| María Santísima Madre de Dios |

### Miércoles Santo
El Miércoles Santo Jesús sigue su labor sabiendo que su irremediable final está cerca con la traición de Judas y su entrega al Sanedrín. Las procesiones siguen recordando pasajes de la última semana de su vida.
- Hermandad Penitencial y Cofradía de Nuestro Divino Redentor Jesús Cautivo en el abandono de sus discípulos, María Santísima de la Trinidad y Santa Isabel de Portugal (Hermandad del Cautivo):[123]

Fundada en 2012 con sede canónica en la parroquia de Santa Isabel procesionó por primera vez el año 2015, un único paso el de Jesús Cautivo en el abandono de sus discípulos, añadiendose en el 2022 María Santísima de la Trinidad.
- Ilustre Hermandad del Santísimo Sacramento y Cofradía de Nazarenos de Jesús del Perdón, Cristo del Amor en su Prendimiento, María Santísima de la Esperanza, San Pedro y San Juan Apóstoles (Hermandad del Perdón):[125]

Fundada en 1952. Desde 1955 hasta 1974 la cofradía liberó un preso de la Prisión Provincial de Jaén, por lo que el cuerpo de prisiones es gobernador honorario de la cofradía. Procesiona tres pasos desde la parroquia de Cristo Rey, destacando el misterio del prendimiento y la imagen del Cristo del Perdón.
- Real Hermandad Sacramental y Cofradía de Nazarenos del Santísimo Cristo de la Buena Muerte, Cristo Descendido de la Cruz, y Nuestra Señora de las Angustias (Cofradía de la Buena Muerte):[41]

Fundada en 1926. Realiza estación de penitencia desde la Catedral. Procesiona tres pasos entre los que destacan las imágenes de Nuestra Señora de las Angustias, de José de Mora, y del Cristo de la Buena Muerte, de Jacinto Higueras Fuentes. Este último, se encuentra relacionado con la legión española que lo acompaña en su estación de penitencia.
|                                                |
| Jesús Cautivo en el abandono de sus discípulos |

|                                |
| María Santísima de la Trinidad |

|                                                      |
| Misterio del Stmo Cristo del Amor en su prendimiento |

|                  |
| Jesús del Perdón |

|                                 |
| María Santísima de la Esperanza |

|                                     |
| Santísimo Cristo de la Buena Muerte |

|                                   |
| Stmo Cristo Descendido de la Cruz |

|                                 |
| Nuestra Señora de las Angustias |

### Jueves Santo
El Jueves Santo Jesús vivió la Última Cena, donde instituyó la Eucaristía y lavó los pies a sus discípulos para indicarnos a todos que debemos servir al prójimo. Tras traicionarlo Judas Iscariote, Jesús es arrestado, juzgado ante Poncio Pilato y condenado.
- Hermandad Sacramental del Dulce Nombre de Jesús y Cofradía de Nazarenos del Santísimo Cristo de las Aguas en su Sagrada Lanzada, Purísima e Inmaculada Concepción de Nuestra Señora, María Santísima Reina de los Ángeles, San Juan Evangelista y San Francisco de Asís. (Hermandad de la Lanzada):

Con sede en la parroquia de San Pedro Pascual desde 2020, fue aprobado como «grupo parroquial» por la Diócesis de Jaén el 4 de noviembre de 2013 en la parroquia de San Eufrasio. Tiene como proyecto la realización del misterio de la Sagrada Lanzada. El 30 de septiembre de 2016 fue bendecida la imagen de María Santísima Reina de los Ángeles, obra de José Miguel Tirao Carpio. Fue apadrinada por los Padres Franciscanos de Martos y por las cofradías del Perdón y el Santo Sepulcro de Jaén, la Sangre de Córdoba y los Negritos de Sevilla.
- Primitiva, Pontificia y Real Congregación del Santísimo Cristo de la Vera-Cruz y María Santísima de los Dolores (Congregación de la Vera-Cruz):[106]

Fundada en 1541 es la más antigua de la ciudad. El Cuerpo de la Guardia Civil es Hermano Mayor Honorario, cuyos miembros acompañan el cortejo, por lo que es conocida en la ciudad como la «procesión de los Civiles». Procesiona tres pasos desde la Basílica de San Ildefonso, destacando el paso de palio de María Santísima de los Dolores realizado en plata de ley y con un manto bordado donado por la propia Guardia Civil.
- Real Hermandad Sacramental y Cofradía de Nazarenos del Santísimo Cristo de la Expiración, María Santísima de las Siete Palabras y San Juan Evangelista (Hermandad de la Expiración):[134]

La hermandad se fundó en el año 1761, trasladándose con la desamortización a la Iglesia de San Bartolomé, desde donde procesiona en la actualidad sus dos pasos, el barroco Cristo de la Expiración y el palio de María Santísima de las Siete Palabras.
- Hermandad Penitencial del Triunfo de la Santa Cruz y Cofradía de Nazarenos de Jesús del Gran Poder en el encuentro con su Bendita Madre María Santísima del Dulce Nombre en la calle de la Amargura, Santa María Magdalena y San Juan Evangelista (Hermandad del Gran Poder):

Fue fundada a finales de 2017 en su sede en la parroquia de la Santa Cruz. Las imágenes titulares son obra del cordobés José Antonio Cabello Montilla. La talla de Jesús del Gran Poder es del año 2010, mientras que María Santísima del Dulce Nombre es de 2014. Por su parte, las imágenes secundarias, incluidas las de San Juan y Santa María Magdalena, son de 2016 y 2017. Procesiona un único paso de misterio. Durante los años 2018, 2019 y 2022, la Hermandad procesionó durante la Madrugada, trasladándose en 2023 a la tarde del Jueves Santo.
|                          |
| Stmo Cristo de las Aguas |

|                                      |
| María Santísima Reina de los Ángeles |

|             |
| Jesús Preso |

|                             |
| Stmo Cristo De la Vera Cruz |

|                           |
| María Stma de los Dolores |

|                                   |
| Santísimo Cristo de la Expiración |

|                                       |
| María Santísima de las Siete Palabras |

|                                 |
| Paso de misterio del Gran Poder |

### Viernes Santo (Madrugada)
La Madrugada del Viernes Santo es la noche más especial en la Semana Santa de Jaén, debido a que se produce la salida procesional de «El Abuelo», la imagen de Cristo más venerada en la ciudad, conformando una de las procesiones más populares y famosas de Andalucía y de España.
- Antigua, Insigne y Real Cofradía de Nuestro Padre Jesús Nazareno y María Santísima de los Dolores (Cofradía de Nuestro Padre Jesús Nazareno, El Abuelo):[144]

Es una hermandad fundada antes de 1594, es una de las procesiones más multitudinarias de España con varios miles de penitentes acompañando la imagen de «El Abuelo», a la que más devoción procesa en la ciudad de Jaén. Tiene su sede en el Santuario de Nuestro Padre Jesús Nazareno.
|                             |
| Santa Marcela "La Verónica" |

|             |
| «El Abuelo» |

|          |
| San Juan |

|                                |
| María Santísima de los Dolores |

### Viernes Santo (Tarde)
La tarde del Viernes Santo se conmemora la muerte de Jesús, se adora su Cruz y se reza y medita el Vía Crucis. Es una de las celebraciones más importantes de todos los misterios que la Iglesia celebra. Jesús, está clavado en la cruz entre dos ladrones. En la ciudad de Jaén procesionan dos cofradías en este día, dándose la circunstancia de que ambas son cofradías de «Santo Entierro», gracias al litigio que la Cofradía de la Soledad tuvo en 1579 con los frailes carmelitas descalzos del convento de la Coronada, en el que se fundó y en el que tras su salida se fundó la Cofradía del Santo Sepulcro. Por esta razón, las dos cofradías se alternan la oficialidad del Santo Entierro, de modo que los años pares lo ostenta la del Santo Sepulcro y los años impares la de la Soledad. Desde 2017 abre la carrera oficial la cofradía de la Soledad.
- Pontificia y Real Cofradía del Santísimo Cristo Yacente y Siervos de Nuestra Señora de la Soledad (Cofradía de la Soledad):[148]

Fundada en 1556 en el Monasterio de Nuestra Señora de la Coronada, de los Padres Carmelitas Descalzos. Tiene su sede canónica en la Basílica de San Ildefonso. Ostenta la oficialidad el Santo Entierro en los años impares.
- Antigua, Insigne, Venerable y Real Congregación del Santo Sepulcro de Cristo y de Siervos de la Orden Tercera de Nuestra Señora de los Dolores (Congregación del Santo Sepulcro):[150]

Fundada en 1580 en el Convento de la Virgen Coronada, aunque ya existía en 1427 cuando el papa Martín V le concedió la primera Bula, actualmente tiene su sede en la iglesia de san Juan. El grupo escultórico que compone el misterio del calvario y la Virgen de los Dolores está atribuidos a Sebastián de Solís en 1579, siendo una auténtica joya de la escultura renacentista española, así como la urna del Santo Sepulcro que lo es del barroco. Ostenta la oficialidad el Santo Entierro en los años pares.
|                                               |
| Paso de misterio del Stmo Cristo del Calvario |

|                          |
| Santo Sepulcro de Cristo |

|                               |
| Nuestra Señora de los Dolores |

|                     |
| Stmo Cristo Yacente |

|                              |
| Nuestra Señora de la Soledad |

### Domingo de Resurrección
El Domingo de Resurrección o «Domingo de Pascua», es día de alegría y celebración por la Resurrección de Jesucristo. Los Evangelios cuentan modestamente la mañana de ese domingo, cuando las mujeres que visitan el sepulcro se dan cuenta de que Jesús ha resucitado.
- Cofradía del Señor Resucitado y María Santísima de la Victoria (Cofradía del Resucitado):[152]

Creada en 1952 por la Agrupación de Cofradías completar el ciclo de la Semana Santa, se fundó como cofradía en 1982 incorporando la imagen de María Santísima de la Victoria. Procesiona dos pasos desde la Basílica de San Ildefonso.
|                          |
| Nuestro Señor Resucitado |

|                                |
| María Santísima de la Victoria |

## Música

### Saetas

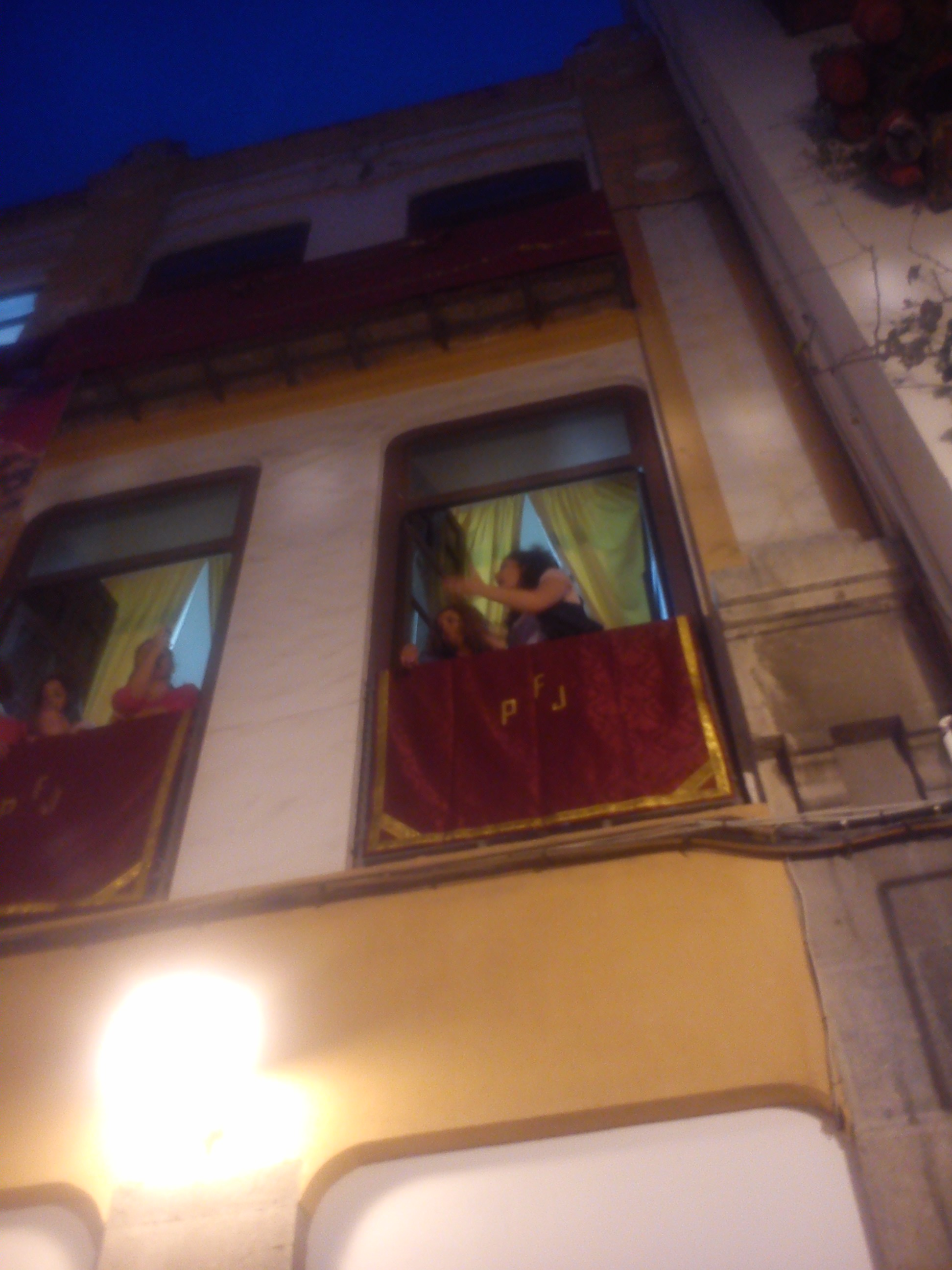
Saetera cantando desde el balcón de la «Peña Flamenca»

La saeta es una oración cantada de origen incierto que fueron extendidas a través de las oraciones cantadas que los franciscanos llevaron a Andalucía durante cristianización en la Edad Media, concretamente las implantaron con las celebraciones del vía crucis, procesión propia del siglo XIV. Estas formas de oración cantada se acentuaron con las penitencias que la inquisición imponía a los conversos al catolicismo, estos eran obligados a cantar a las imágenes durante las procesiones y, para que no hubiera sospechas, lo hacían con gran dramatismo. Desde esa época, el canto de la saeta se ha perfeccionado realizándose cantes serios, profundos, desgarradores, tristes, aportando lamento y dolor, como las tonás, martinetes, deblas, carceleras, siguiriyas y soleá.
En Jaén la saeta se afianzó tras la guerra civil, debido al impulso de Canalejas de Puerto Real, afincado en la ciudad que siempre las cantaba por soleá. También han destacado cantaores profesionales como Pepe Marchenilla, Manolo y Pepe Valderrama, Lolita Torres Valderrama, El Niño de Madrid, Pepe Polluelas, El Ciego de Almodóvar, Diego Clavel, Carlos Cruz, José Menese, Fernando Montoro, Rosario López, Joselin Aguilar, Vicky Romero, y otros no profesionales como, Juan el de la Malena, Pepe el de Jerez, Rafael Maeras, Conchi Maeras, Juan Casas y Pepe y María Gersol entre otros. Muchos de estos conocidos cantaores cantan sus saetas cada año al paso de las cofradías desde los balcones de la «Peña Flamenca de Jaén». Incluso, se ha creado en la ciudad una «Escuela de Saetas», a través de la cual los alumnos aprenden sobre el flamenco, Patrimonio de la Humanidad, a través de las saetas y pueden también realizar prácticas de cante.

La saeta de Jaén y provincia, es la más antigua, la verdadera saeta de Andalucía, la que en su melodía expresa todo el sentimiento de tristeza honda, dolorosa ante la pasión del Salvador, en la que vibran por igual la piedad ingenua del alma popular y la hondura de unos sentimientos religiosos en los que se hermana y confunden lo humano con lo divino. Por otra parte permanece pura, no ha sido desfigurada al estilo flamenco, estilo que sin rebajar su mérito intrínseco, nada tiene que ver con la pasión.
Lola Torres. Cancionero Popular de Jaén

### Marchas procesionales
La Semana Santa de la ciudad ha destacado por ser origen de algunas de las marchas procesionales más conocidas, principalmente desde que en 1932 fue director de la Banda de música municipal de Jaén el compositor Emilio Cebrián Ruiz, autor de obras como Nuestro Padre Jesús, Jesús Preso o Macarena. Al maestro Emilio Cebrián le sustituyó tras su muerte José Sapena Matarredona en 1944, autor de El Descendimiento o Cortejo blanco. Destacan también otros compositores posteriores como Joaquín Reyes Cabera, autor de la marcha dedicada al Santo Rostro de Jaén, Santa Faz; Antonio Manzano, José Cuadrado, Manuel Vilches o Vicente Garrido Ordóñez. En la actualidad, un importante número de compositores tanto de la ciudad como de otros lugares continúan realizando marchas procesionales para las cofradías jaeneras, destacan autores como José Susi López, Pedro Morales Muñoz o Manuel Marvizón Carvallo.

El interés de alguna de estas obras compuestas por estos maestros desborda el género para el que fueron escritas.

### Agrupaciones y bandas
La ciudad de Jaén cuenta con una rica historia musical que se ha reflejado en la Semana Santa. A lo largo de la historia han existido en la ciudad diferentes agrupaciones musicales, bandas de cornetas y tambores, bandas de música y bandas sinfónicas relacionadas con las cofradías y hermandades de la ciudad y su Semana de Pasión. Actualmente, participan en las procesiones las agrupaciones de la ciudad y otras de diferentes puntos de Andalucía y España. Las originarias de la ciudad y que participan en la Semana Santa, son:
- Banda de música municipal de Jaén:[163] Fundada en 1901 por el Ayuntamiento de Jaén vivió su edad de oro bajo la dirección de Emilio Cebrián Ruiz, autor de la marcha procesional Nuestro Padre Jesús. En sus más de cien años de historia ha participado activamente en la Semana Santa de la ciudad.

- Agrupación musical Nuestro Padre de la Piedad en su presentación al pueblo: Se fundó en 1996 en el seno de la Hermandad de la Estrella, acompañando todos los años el misterio del titular. También procesiona en otras ciudades de la comunidad.

- Banda de cornetas y tambores Santísimo Cristo de la Expiración:[164] Fundada en 1997 en el seno de la Hermandad de la Expiración, aunque su creación comenzó en 1995 con el asesoramiento de la Banda de cornetas y tambores del Stmo. Cristo de las Tres Caídas de Triana.

- Agrupación musical Nuestro Padre Jesús Despojado:[165] Fundada en 1998 en el seno de la Hermandad de la Amargura. Actúa todos los Lunes Santo tras el misterio de Nuestro Padre Jesús de la Pasión despojado de sus vestiduras, mientras que el resto de días lo hace tras otros pasos de la ciudad y de otras capitales andaluzas.

- Agrupación musical María Auxiliadora:[166] Fue fundada en 2002 en la parroquia salesiana de San Juan Bosco de la ciudad. Participa en diferentes procesiones.

- Sociedad Filarmónica de Jaén:[167] Está constituida por varios grupos musicales que participan en las procesiones, son la Banda de música Reina de la Amargura,[168] fundada en 2003, y el grupo de música de capilla, fundado en 2008.[169]

- Banda sinfónica ciudad de Jaén:[170] Se fundó en 2007 por un grupo de músicos jóvenes.

- Asociación Musical "Blanco Nájera". Fundada en el año de 2011, en el seno del Colegio Divino Maestro.[171]

## Números de la Semana Santa de Jaén
- Cofradía más antigua: Vera-Cruz (1541).
- Cofradía más moderna (erigida canónicamente): Sentencia (2024).
- Cofradía con mayor número de nazarenos en 2018: Nuestro Padre Jesús Nazareno (1150).[172]
- Cofradía con menor número de nazarenos en 2018: Caridad y Salud (45).[172]
- Cofradía con mayor número de hermanos: Nuestro Padre Jesús Nazareno (2.500).
- Cofradía con menor número de hermanos : Resucitado (150).
- Cofradía con más pasos (3): Nuestro Padre Jesús Nazareno, Clemencia, Perdón, Buena Muerte, Vera-Cruz y Santo Sepulcro.
- Cofradía con menos pasos (1): Caridad, Divino Maestro y Gran Poder.
- Cristo más antiguo: Cristo de la Humildad del Silencio (siglo XVI).
- Cristo más moderno: Santisimo Cristo de las Aguas en su Sagrada Lanzada (2022).
- Virgen más antigua: Nuestra Señora de los Dolores del Santo Sepulcro (siglo XVI).
- Virgen más moderna: María Santísima Reina de los Ángeles, de la hermandad de la Lanzada (2016).
- Cofradía con recorrido más corto: La Buena Muerte (1,85 km).
- Cofradía con recorrido más largo: Caridad y Salud (6,80 km).
- Cofradía con más marchas procesionales dedicadas: La Amargura (90 marchas).
- Paso con mayor número de costaleros: Jesús Despojado (60 costaleros)
- Paso con menor número de costaleros: Cristo Yacente (28 costaleros)
- Paso de palio con mayor número de costaleros: María Santísima del Mayor Dolor (40 costaleras).
- Paso de palio con menor número de costaleros: Virgen de la Soledad (24 costaleros).

| Hermandad                | Nazarenos |
| ------------------------ | --------- |
| 1. Nuestro Padre Jesús   | 1150      |
| 2. Buena Muerte          | 340       |
| 3. Estudiantes           | 270       |
| 4. Perdón                | 240       |
| 5. Estrella              | 190       |
| 6. Silencio              | 180       |
| 7. Divino Maestro        | 160       |
| 8. Expiración            | 150       |
| 9. Vera-Cruz             | 120       |
| 10. Amargura             | 110       |
| 11. Clemencia            | 100       |
| 12. Borriquilla          | 100       |
| 13. Santo Sepulcro       | 100       |
| 14. Santa Cena           | 80        |
| 15. Soledad              | 70        |
| 16. Oración en el Huerto | 65        |
| 17. Cautivo              | 60        |
| 18. Resucitado           | 55        |
| 19. Gran Poder           | 50        |
| 20. Caridad y Salud      | 45        |
| Total                    | 3525      |